# بخش چاپالوفی
بخش چاپالوفی (به اسپانیایی: Departamento Chapaleufú) یک منطقهٔ مسکونی در آرژانتین است که در استان لا پامپا واقع شده‌است.